# Hypnotised
Az 1980-as Hypnotised a The Undertones nagylemeze. A brit albumlistán a 6. helyig jutott, így az együttes legsikeresebb albuma. Szerepel az 1001 lemez, amit hallanod kell, mielőtt meghalsz című könyvben.
Az eredeti kiadáson olyan slágerek szerepeltek, mint a My Perfect Cousin, amely 1980 áprilisában érte el a 9. helyet a brit kislemezlistán, valamint a Wednesday Week, amely a 11. helyet szerezte meg ugyanazon év júliusában.

## Az album dalai
| 1. | More Songs About Chocolate And Girls   | Damian O'Neill                                                     | 2:43 |
| 2. | There Goes Norman                      | J. J. O'Neill                                                      | 2:28 |
| 3. | Hypnotised                             | D. O'Neill, Michael Bradley                                        | 2:31 |
| 4. | See That Girl                          | J. J. O'Neill                                                      | 2:25 |
| 5. | Whizz Kids                             | D. O'Neill                                                         | 2:20 |
| 6. | Under The Boardwalk (The Drifters-dal) | Kenny Young, Arthur Resnick                                        | 2:27 |
| 7. | The Way Girls Talk                     | J. J. O'Neill                                                      | 2:30 |
| 8. | Hard Luck                              | J. J. O'Neill, Bradley, D. O'Neill, Billy Doherty, Feargal Sharkey | 3:42 |

| 1. | My Perfect Cousin     | D. O'Neill, Bradley       | 2:36 |
| 2. | Boys Will Be Boys     | J. J. O'Neill, D. O'Neill | 1:27 |
| 3. | Tearproof             | J. J. O'Neill, Bradley    | 2:21 |
| 4. | Wednesday Week        | J. J. O'Neill             | 2:17 |
| 5. | Nine Times Out Of Ten | J. J. O'Neill, Doherty    | 2:38 |
| 6. | Girls That Don't Talk | J. J. O'Neill             | 2:27 |
| 7. | What's With Terry     | D. O'Neill                | 3:19 |

| 1. | Hard Luck (Again)                  | J. J. O'Neill, Bradley, D. O'Neill, Doherty, Sharkey | 4:11 |
| 2. | I Don't Wanna See (You Again)      | J. J. O'Neill                                        | 0:48 |
| 3. | Told You So                        | J. J. O'Neill                                        | 2:07 |
| 4. | The Positive Touch (Peel session)  | J. J. O'Neill                                        | 1:55 |
| 5. | You're Welcome (Peel session)      | J. J. O'Neill                                        | 2:11 |
| 6. | When Saturday Comes (Peel session) | J. J. O'Neill                                        | 2:44 |

## Közreműködők
- Feargal Sharkey – ének
- John O'Neill – gitár, vokál
- Damian O'Neill – gitár, billentyűk, vokál
- Michael Bradley – basszusgitár, vokál
- Billy Doherty – dob

## Fordítás
Ez a szócikk részben vagy egészben a Hypnotised című angol Wikipédia-szócikk ezen változatának fordításán alapul.  Az eredeti cikk szerkesztőit annak laptörténete sorolja fel. Ez a jelzés csupán a megfogalmazás eredetét és a szerzői jogokat jelzi, nem szolgál a cikkben szereplő információk forrásmegjelöléseként.